# Chorągiew procesyjna (prawosławie)

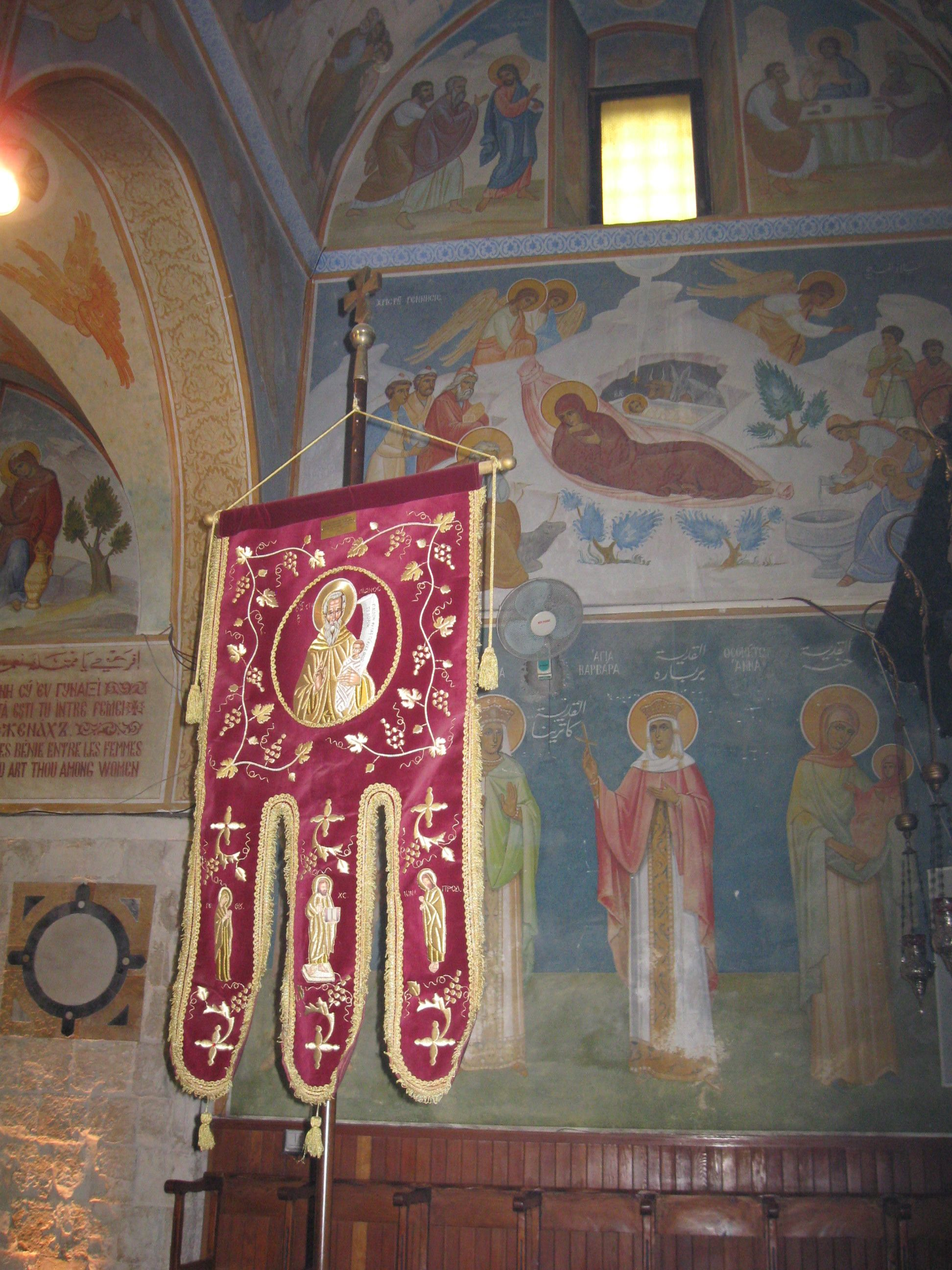
Chorągiew w cerkwi Zwiastowania w Nazarecie

Chorągiew procesyjna (ros. Xоругвь) – religijny sztandar lub gonfalon, który jest używany w obrządku Kościoła prawosławnego i Kościołów greckokatolickich podczas świąt i uroczystości religijnych.
Na bławacie znajduje się ikona z wizerunkiem Jezusa Chrystusa, Matki Bożej lub świętych, jest ona namalowana lub wyhaftowana. Bławat ma kształt trójkątny lub prostokątny, jego dolna część jest często podzielona na kilka części (najczęściej dwie lub trzy) i ozdobiona frędzlami. Górna część jest umocowana do poprzecznej belki, z której mogą również zwisać ozdobne frędzle lub paski tkaniny. Belka jest zawieszona przy pomocy dekoracyjnego sznura poprzecznie do drzewca zwieńczonego krzyżem.
Rzadziej spotykane są chorągwie procesyjne przedstawiające inkrustowany krzyż, zrobione z drewna lub metalowe. Używa się ich podczas procesji, w pozostałym okresie są przechowywane w świątyni w pobliżu ołtarza.

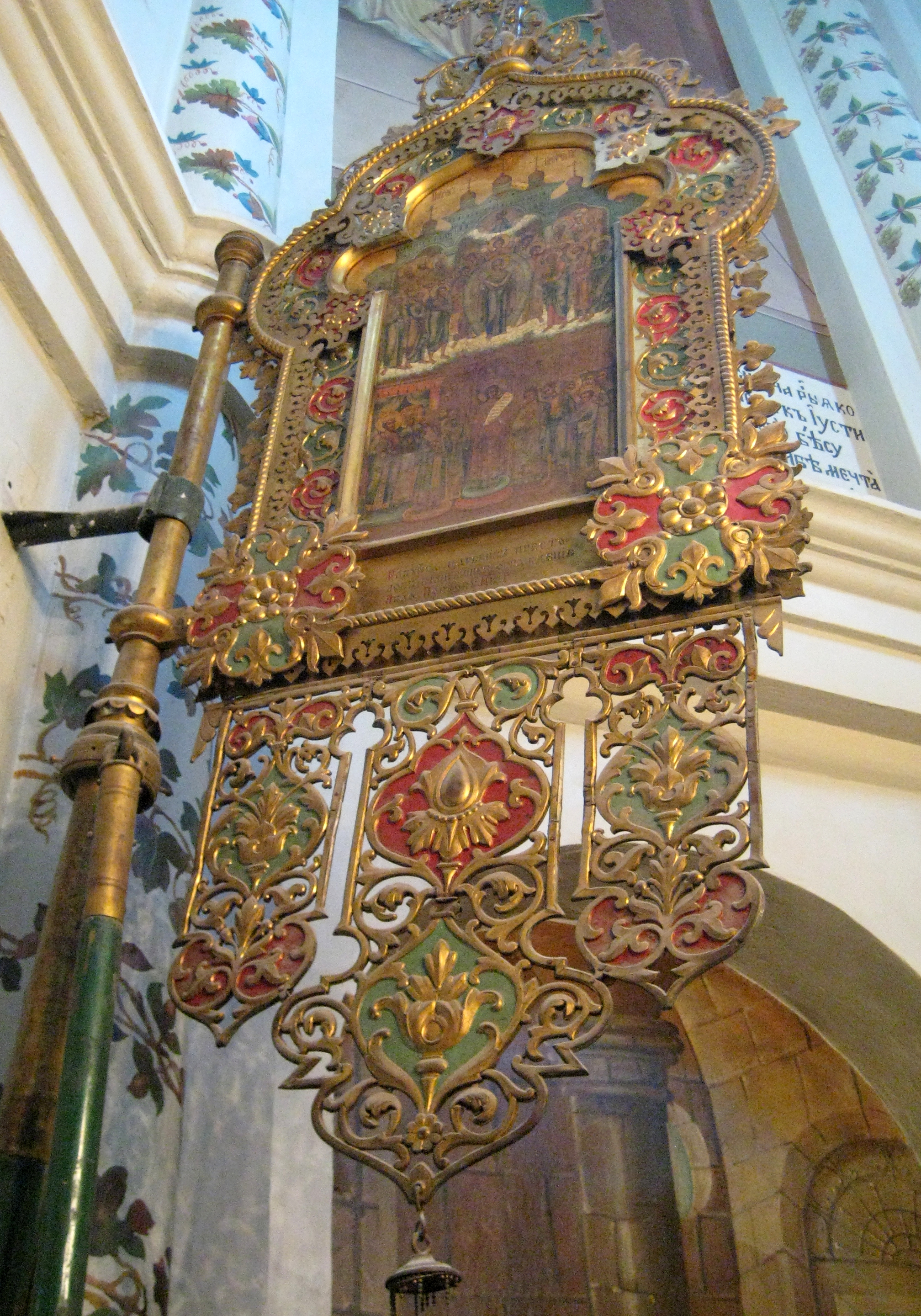
Chorągiew malowana na metalu z cerkwi Wasyla Błogosławionego w Moskwie

## Historia
Pierwszymi chorągwiami używanymi przez chrześcijan były labarum cesarza Konstantyna I Wielkiego. W 312 r., w dzień poprzedzającym bitwę na moście Mulwijskim Konstantyn I ujrzał wizję krzyża Chrystusa na niebie, a pod nim słowa „In hoc signo vinces” (Έν τούτω νίκα – pod tym znakiem zwyciężysz). Nakazał więc umieszczenie krzyża na cesarskich sztandarach, a po zwycięstwie w bitwie zalegalizował praktyki chrześcijańskie, sam też został przed śmiercią ochrzczony. Chrześcijanie postrzegali zwycięstwo wojsk cesarskich nie jako triumf militarny, ale jako zwycięstwo Chrystusa nad prześladowcami ich wiary. Od tego czasu w sztuce chrześcijańskiej pojawiają się litery IC (Jezus) XC (Chrystus) NIKA (Zwycięstwo), które umieszczano w jednym polu z krzyżem. Oznacza to, że przez ukrzyżowanie Jezus Chrystus odniósł zwycięstwo nad grzechem i śmiercią. Obyczaj umieszczania symboliki zwycięstwa umocnił się po legalizacji chrześcijaństwa podczas budowy świątyń, w których go umieszczano. W epoce bizantyjskiej symbole chrześcijańskie zaczęto umieszczać na jedwabiu w formie ozdobnych haftów, często czerpano techniki i wzorce ze sztuki perskiej stosując perły, złote i srebrne nici. W krajach, gdzie dominowało prawosławie, metodą rękodzielniczą tworzono chorągwie często bogato zdobione i o ogromnej wartości. W czasach współczesnych są one połączeniem starożytnych motywów religijnych, bizantyjskiego stylu i świadectwem tradycji i religii.

## Znaczenie liturgiczne
Chorągwie są przeznaczone do użytku liturgicznego, zatem po ich pierwszym wniesieniu do świątyni są poświęcane, kapłan odmawia modlitwę i skrapia chorągiew wodą święconą, po czym umieszcza ją obok ikonostasu. Po obu stronach ikonostasu znajdują się kliros, w każdym znajduje się jedna chorągiew. Tradycja nakazuje, aby po lewej stronie umieszczano chorągiew z Mandylionem, a po prawej z wizerunkiem Matki Bożej, pozostałe znajdują się w pobliżu ołtarza. Klirosy symbolizują szeregi wiernych, a chorągwie triumf Jezusa Chrystusa nad światem, grzechem i szatanem. Chorągwie są używane we wszystkich procesjach prawosławnych poza Wielką Sobotą, kiedy niesie się płaszczenicę. W czasie procesji chorągwie są niesione w następnej kolejności po krzyżu, co symbolizuje sztandary zwycięstwa prowadzące wiernych w ich drodze do Królestwa Niebios. W Wielki Piątek i Wielką Sobotę do drzewców przywiązuje się czarny kir na znak żałoby po ukrzyżowanym Jezusie Chrystusie. W Niedzielę Wielkanocną kir zastępuje się białą szarfą z napisem „Chrystus zmartwychwstał”. Istnieje również specjalna chorągiew paschalna, gdzie na bławacie umieszczona jest scena Zmartwychwstania otoczona wieńcem z kwiatów.